# Max Hansen
Max Hansen (22 de diciembre de 1897 – 12 de noviembre de 1961) fue un actor, cantante, artista de  cabaret y humorista danés.

## Biografía
Su verdadero nombre era Max Josef Haller, y nació en Mannheim, Alemania, siendo hijo ilegítimo de la actriz danesa Elly Benedicte Hansen (1873–1930), cuyo nombre artístico era Eva Haller, y que actuaba en el Apollo-Theater de Mannheim. Según fuentes, su padre sería de origen judío o un oficial sueco, pero en el registro de bautismo figura Joseph Walder, un artista húngaro de origen judío y colega de su madre. Se crio con padres de adopción, la familia Bögl, en Múnich, ciudad en la cual a los 17 años de edad actuó por vez primera, en el Cabaret Simplizissimus. En 1914 se mudó a Viena, trabajando en varios pequeños teatros como cantante y actor. Antes de la Primera Guerra Mundial cantó en lugares diversos como Copenhague, París y San Petersburgo, siendo apodado como „El pequeño Caruso“
Durante la Primera Guerra Mundial vivió en la neutral Dinamarca. En 1919, finalizada la contienda, fue a Viena. Allí se formó como cantastoria, actuando en diferentes locales de variedades y cabarets. En esa época adoptó el nombre artístico de „Max Hansen“, pensando que sonaría mejor entre el público escandinavo.
En 1924, Hansen cantó el papel para tenor del Barón Kolomán Zsupán en La condesa Maritza, estrenada por Hubert Marischka en el Theater an der Wien de Viena. Esta producción pasó al Metropol-Theater de Berlín tras 900 representaciones. En Berlín fundó el Kabarett der Komiker junto a Paul Morgan y Kurt Robitschek. Hansen fue contratado por Max Reinhardt para actuar en la obra de Jacques Offenbach La bella Helena, y por Erik Charell para trabajar en la pieza de Franz Lehár La viuda alegre. El mayor éxito teatral de Hansen llegó con el papel de Leopold en la opereta de Ralph Benatzky La posada del Caballito Blanco, un personaje que volvió a interpretar en la versión cinematográfica muda dirigida por Richard Oswald en 1926.
A partir de 1926, Hansen también desarrolló una actividad discográfica, grabando discos inicialmente como cantante de varias orquestas, y más adelante con su propio nombre artístico. Además, desde el año 1927 actuó de modo regular en la radio. 
Con la llegada del cine sonoro, la carrera de Hansen repuntó, adquiriendo de nuevo la popularidad. Entre 1930 y 1933 rodó diez películas, sobre todo comedias y musicales, muchas de ellas junto a la actriz Jenny Jugo. Con Paul Morgan y Carl Jöken fundó una productora propia, Trio-Film GmbH, con la cual rodóa la película Das Kabinett des Dr. Larifari. El film, del cual Hansen fue guionista, compositor, letrista y actor, no fue un éxito comercial. 
Además de su actividad como cantante y actor, Hansen también trabajó desde sus inicios como comediante. Junto a Paul Morgan y Kurt Robitschek fundó en Berlín el legendario Kabarett der Komiker, en el cual actuó a menudo a partir de 1924. 
En 1932, Hansen satirizó a Adolf Hitler como homosexual con su canción "War'n Sie schon mal in mich verliebt?", lo cual indignó a los Nazis. Como contraste, también hizo una parodia de la soprano Gitta Alpar (con atuendo femenino) en una grabación cinematográfica del mismo año.
De vuelta a Viena en 1933, trabajó de nuevo en el Theater an der Wien. En 1936 conoció a Zarah Leander en una gira por Escandinavia, convenciéndola para trabajar asociados en los escenarios de Viena. Tras producirse en Austria el Anschluss en 1938, Hansen hubo de emigrar a Dinamarca, donde fundó un teatro propio en Copenhague. Richard Tauber había escrito para él una opereta, Franz im Glück, que debía representarse en el Theater an der Wien en la temporada 1938/39, lo cual no llegó a suceder a causa del Anschluss.
En 1951 volvió a Alemania, y volvió a cosechar el éxito interpretando a Leopold (La posada del Caballito Blanco) en Hamburgo y en el Theater am Nollendorfplatz de Berlín. Sin embargo, la situación del país en el período de reconstrucción le impidió recuperar su brillante situación anterior a la guerra. Por ello, en 1953 Hansen se mudó a Copenhague, Dinamarca, donde falleció en 1961, a causa de un infarto agudo de miocardio. Tenía 63 años de edad. Fue enterrado en el Cementerio de Vestre, en Copenhague. Había estado casado con la actriz austriaca Lizzi Waldmüller y, a partir de 1939, con Britta Hansen. Tuvo cuatro hijos. Su hija Ann-Mari Max Hansen, nacida en 1949, y su hijo Max Hansen Jr., nacido en 1954, son actores.

## Canciones populares y arias interpretadas por Max Hansen
- Ach, Louise! https://www.youtube.com/watch?v=SGcfjx8vZLk&hd=1 https://www.youtube.com/watch?v=14z_P2u1IOE&hd=1
- Auf Wiederseh´n Herr Doktor https://www.youtube.com/watch?v=RQBBMAucqzc&hd=1
- Bayerisches Seemannslied https://www.youtube.com/watch?v=v2WmYA29BO8&hd=1
- Da geh' ich ins Maxim (La viuda alegre) https://www.youtube.com/watch?v=fSgbFNpIJho&hd=1
- Das Lied vom Zuschau'n https://www.youtube.com/watch?v=viDiw_WSirc&hd= 1
- Der Dumme hat´s Glück https://www.youtube.com/watch?v=0wlFJ3gJsD0&hd=1
- Die erste Frau, die ich geküßt https://www.youtube.com/watch?v=UcyOv7m9BAg&hd=1
- Die Polizei, die regelt den Verkehr https://www.youtube.com/watch?v=QsO1mAmVku0&feature=youtu.be&hd=1
- Die zerbrochene Schallplatte https://www.youtube.com/watch?v=lpuZp7qW0NI&hd=1
- Ein Mehlspeis https://www.youtube.com/watch?v=fcafGo8S23I&hd=1
- Einmal möchte ich keine Sorgen haben https://www.youtube.com/watch?v=bObG8YyCKI8&hd=1
- Franz Schubert, du warst nicht umsonst verliebt https://www.youtube.com/watch?v=dTUrEKXe8Gc&hd=1
- Gehst du mit nach Honolulu, geh ich auch nach Honolulu https://www.youtube.com/watch?v=gHDu9qDPJr8&hd=1
- Ich Bin Vom Rockefeller Grad Das Gegenteil https://www.youtube.com/watch?v=37z_8Io9kkE&hd=1
- Ich hab kein Auto https://www.youtube.com/watch?v=5wsfWLWILkY&hd=1
- Ich hab ne Leidenschaft https://www.youtube.com/watch?v=VDQv3uhWOmM&hd=1
- Ich möcht' so gerne wissen, ob sich die Fische küssen https://www.youtube.com/watch?v=zY11ntAcvp0&hd=1
- Ich reiß´ mir eine Wimper aus https://www.youtube.com/watch?v=R-JoZNLAL9c&hd=1
- Im weissen Rössl (La posada del Caballito Blanco) https://www.youtube.com/watch?v=sgsQmQQzQIo&hd=1
- Ich küsse Ihre Hand Madame https://www.youtube.com/watch?v=8zVnal6nKc8&hd=1
- Jetzt geht's der Dolly gut https://www.youtube.com/watch?v=XIqybIfEOgQ&hd=1
- Kannst Du pfeifen, Johanna? https://www.youtube.com/watch?v=InNNmdl3PLo&hd=1
- Klassisch, klassisch https://www.youtube.com/watch?v=xH7rKTj8lZg&hd=1
- Komm Zigan https://www.youtube.com/watch?v=bLSPav_k9SY&hd=1
- Lieber Leierkastenmann - https://www.youtube.com/watch?v=52fo_2c3gDY&hd=1
- Mein kleiner Bruder träumt von ihnen Tag und Nacht https://www.youtube.com/watch?v=Ix8Usfx79CE&hd=1
- Meine liebe Lola https://www.youtube.com/watch?v=T3yEtCiTB6A&hd=1
- Meine Frau ist verreist https://www.youtube.com/watch?v=0Vr-ks6KTKQ&hd=1
- Musik muß sein https://www.youtube.com/watch?v=AGDlzOrlT_E&hd=1
- Sag mir Oui https://www.youtube.com/watch?v=AGDlzOrlT_E&hd=1
- Sag ich blau, sagt sie grün https://www.youtube.com/watch?v=h8db68cnasM&hd=1
- Verklungenes Berlin https://www.youtube.com/watch?v=CQX-d21BYpQ&hd=1
- War'n sie schon mal in mich verliebt? https://www.youtube.com/watch?v=pkEbzeBF9iM&hd=1
- Was hast du schon davon, wenn ich dich liebe (Danish: Hva' glade har du af, at jeg ka li dig) https://www.youtube.com/watch?v=Wwv5pFrXDnQ&hd=1
- Wenn ein Fräulein keinen Herrn hat https://www.youtube.com/watch?v=8e8Q2Nh1mCQ&hd=1
- Zu Groß, Zu Klein https://www.youtube.com/watch?v=gUnMubFiYzQ&hd=1

## Filmografía
- 1925 : Husarenfieber
- 1926 : Familie Schimeck - Wiener Herzen
- 1926 : Im weißen Rößl
- 1926 : Der lachende Ehemann
- 1926 : Als ich wiederkam
- 1926 : Die Kleine vom Varieté
- 1926 : Die selige Exzellenz
- 1927 : Venus im Frack
- 1927 : Frau Sorge
- 1928 : Freiwild (Der Leidensweg der Anna Riedel)
- 1928 : Das Girl von der Revue
- 1929 : Wir haben uns gut verstanden...
- 1929 : Jetzt geht's der Dolly gut
- 1930 : Les Saltimbanques
- 1930 : Wien, du Stadt der Lieder
- 1930 : Terra-Melophon-Magazin Nr. 1
- 1930 : Der Hampelmann
- 1930 : Das Kabinett des Dr. Larifari
- 1931 : Schuberts Frühlingstraum
- 1931 : Wer nimmt die Liebe ernst?
- 1932 : Der Frauendiplomat
- 1932 : Die – oder keine
- 1932 : Einmal möcht' ich keine Sorgen haben
- 1933 : Das häßliche Mädchen
- 1933 : Glückliche Reise
- 1935 : Csardas
- 1936 : Skeppsbrutne Max
- 1939 : Rosor varje kräll
- 1941 : Tror du, jeg er født i går?
- 1941 : Wienerbarnet
- 1943 : En fllicka för mej
- 1944 : Gröna hissen
- 1945 : Trötte Teodor
- 1946 : En förtjusande fröken
- 1946 : Bröder Emellan
- 1947 : Bröllopsnatten
- 1947 : Ingen väg tillbaka
- 1951 : Sköne Helena